# Irish McCalla
Irish McCalla (ur. 25 grudnia 1928, zm. 1 lutego 2002) – amerykańska aktorka filmowa.

## Filmografia
- 1958: The Demons jako Jerrie Turner
- 1959: The Beat Generation jako Marie Baron
- 1962: Hands of a Stranger jako Holly

## Wyróżnienia
Posiada swoją gwiazdę na Hollywoodzkiej Alei Gwiazd.